# Interrogación (película)
Interrogación (en polaco : Przesłuchanie ) es una película polaca de 1982 sobre el encarcelamiento falso bajo el régimen estalinista prosoviético polaco a principios de los años cincuenta. Una mujer ordinaria y apolítica se niega a cooperar con el sistema abusivo y sus funcionarios, que están tratando de obligarla a incriminar a un antiguo amante incidental, ahora un preso político acusado. Fue dirigido por Ryszard Bugajski. 

## Sinopsis
Durísimo retrato de la opresión política. Krystyna Janda encarna a una actriz de cabaret que mantiene relaciones con altos oficiales militares. Esos encuentros la hacen sospechosa y la policía secreta la encarcela. Mediante una interrogación brutal, se convencen de que el breve encuentro entre la actriz y un comandante del ejército ha fomentado un complot contra el gobierno. A lo largo de la película se muestran a los extremos que llegan los interrogadores para extraer lo que creen que es la verdad... Prohibida inmediatamente tras su estreno en Polonia, la película fue lanzada internacionalmente en 1990 en el Festival de Cannes, donde Janda logró el premio a la mejor actriz. 

## Reparto
- Krystyna Janda como Antonina 'Tonia' Dziwisz.
- Adam Ferency como Lieutenant Tadeusz Morawski.
- Janusz Gajos como Major Zawada "Kapielowy".
- Agnieszka Holland como Communist Witkowska.
- Anna Romantowska como Miroslawa "Mira" Szejnert.
- Bozena Dykiel como Honorata.
- Olgierd Lukaszewicz como Konstanty Dziwisz.

## Premios
- 1990: Festival de Cannes: Mejor actriz (Krystyna Janda)
- 1990: Premios del Cine Europeo: 3 nominaciones incluyendo mejor película